# Список высших учебных заведений Приморского края
В список высших учебных заведений Приморского края включены образовательные учреждения высшего и высшего профессионального образования, находящиеся на территории Приморского края и участвовавшие в мониторинге Министерства образования и науки Российской Федерации 2015 года. Этим критериям в Приморском крае соответствуют 10 вузов и 15 филиалов.
Филиалы вузов, головные организации которых находятся в иных субъектах федерации, сгруппированы в отдельном списке. Порядок следования элементов списка — алфавитный.
Вузы, лицензия которых не действует на 5 июня 2016 года, отмечены цветом.

## Список высших образовательных учреждений
| Название                                                                  | Категория         | Год основания | Месторасположение | Число студентов |
| ------------------------------------------------------------------------- | ----------------- | ------------- | ----------------- | --------------- |
| Владивостокский государственный университет экономики и сервиса           | государственный   | 1967          | Владивосток       | 9384            |
| Дальневосточный государственный институт искусств                         | государственный   | 1962          | Владивосток       | 416             |
| Дальневосточный государственный технический рыбохозяйственный университет | государственный   | 1930          | Владивосток       | 6216            |
| Дальневосточный институт коммуникаций                                     | негосударственный | 2004          | Владивосток       | 209             |
| Дальневосточный федеральный университет                                   | государственный   | 1899          | Владивосток       | 22176           |
| Морской государственный университет                                       | государственный   | 1890          | Владивосток       | 4930            |
| Приморская государственная сельскохозяйственная академия                  | государственный   | 1957          | Уссурийск         | 3716            |
| Тихоокеанский государственный медицинский университет                     | государственный   | 1958          | Владивосток       | 3261            |

## Список филиалов высших образовательных учреждений
| Название | Категория         | Год основания | Месторасположение | Месторасположение головной организации | Число студентов |
| --- | ----------------- | ------------- | ----------------- | -------------------------------------- | --------------- |
| Владивостокский филиал Российской таможенной академии                                                                   | государственный   | 1989 1994     | Владивосток       | Люберцы                                | 1259            |
| Приморский институт железнодорожного транспорта (филиал Дальневосточного государственного университета путей сообщения) | государственный   | 1937          | Уссурийск         | Хабаровск                              | 831             |
| Приморский филиал Сибирского университета потребительской кооперации                                                    | негосударственный |               | Владивосток       | Новосибирск                            |                 |
| Филиал в Арсеньеве Дальневосточного федерального университета                                                           | государственный   | 2000          | Арсеньев          | Владивосток                            | 740             |
| Филиал в Артёме Владивостокского государственного университета экономики и сервиса                                      | государственный   |               | Артём             | Владивосток                            | 561             |
| Филиал в Артёме Дальневосточного федерального университета                                                              | государственный   | 1998          | Артём             | Владивосток                            | 283             |
| Филиал в Большом Камне Дальневосточного федерального университета                                                       | государственный   | 1964          | Большой Камень    | Владивосток                            |                 |
| Филиал во Владивостоке Международного института экономики и права                                                       | негосударственный |               | Владивосток       | Москва                                 | 325             |
| Филиал в Дальнегорске Дальневосточного федерального университета                                                        | государственный   |               | Дальнегорск       | Владивосток                            | 116             |
| Филиал в Дальнереченске Дальневосточного федерального университета                                                      | государственный   | 1996          | Дальнереченск     | Владивосток                            |                 |
| Филиал в Находке Владивостокского государственного университета экономики и сервиса                                     | государственный   | 1996          | Находка           | Владивосток                            | 589             |
| Филиал в Находке Дальневосточного федерального университета                                                             | государственный   | 1997          | Находка           | Владивосток                            | 592             |
| Филиал в Спасске-Дальнем Дальневосточного федерального университета                                                     | государственный   |               | Спасск-Дальний    | Владивосток                            |                 |
| Филиал в Уссурийске Дальневосточного федерального университета                                                          | государственный   |               | Уссурийск         | Владивосток                            | 2856            |